# Стяуа (регбийный клуб)
Регбийный клуб «Стяуа» (Бухарест) (рум. Steaua — «Звезда») — румынский регбийный клуб из Бухареста, выступающий в СуперЛиге. Принципиальным соперником является клуб «Динамо».

## История
Клуб был основан в 1948 году, как регбийное отделение спортивного общества румынской армии «Стяуа». Первым тренером команды стал Геогре Сфетеску. Спустя всего год после основания команда выиграла свой первый титул, став чемпионами Румынии. В 1950 году успех пришёл и розыгрыше регбийного кубка Румынии.
В эпоху социализма «Стяуа» являлась одним из основных базовых клубов для сборной Румынии: её игроки выиграли 6 золотых, 3 серебряных и одну бронзовую медаль в рамках Кубка Наций. Честь страны на международной арене защищали Даньел Барбу, Александру Йонеску, Рэдуку Дурбак, Адриан Матеэску, Рене Кирак, Мирча Брага и многие другие игроки «Стяуа». В 70-е и 80-е годы XX века клуб был фактическим гегемоном внутрирумынского первенства, не выиграв лишь турниры 1972, 1975, 1978, 1982 и 1986 годов.
После 1992 года результаты команды пошли на спад - следующий титул чемпиона страны был завоёван лишь в 1999 году.
В сезоне 2020 года клуб стал участником только что созданной Континентальной клубной регбийной лиги

## Текущий состав

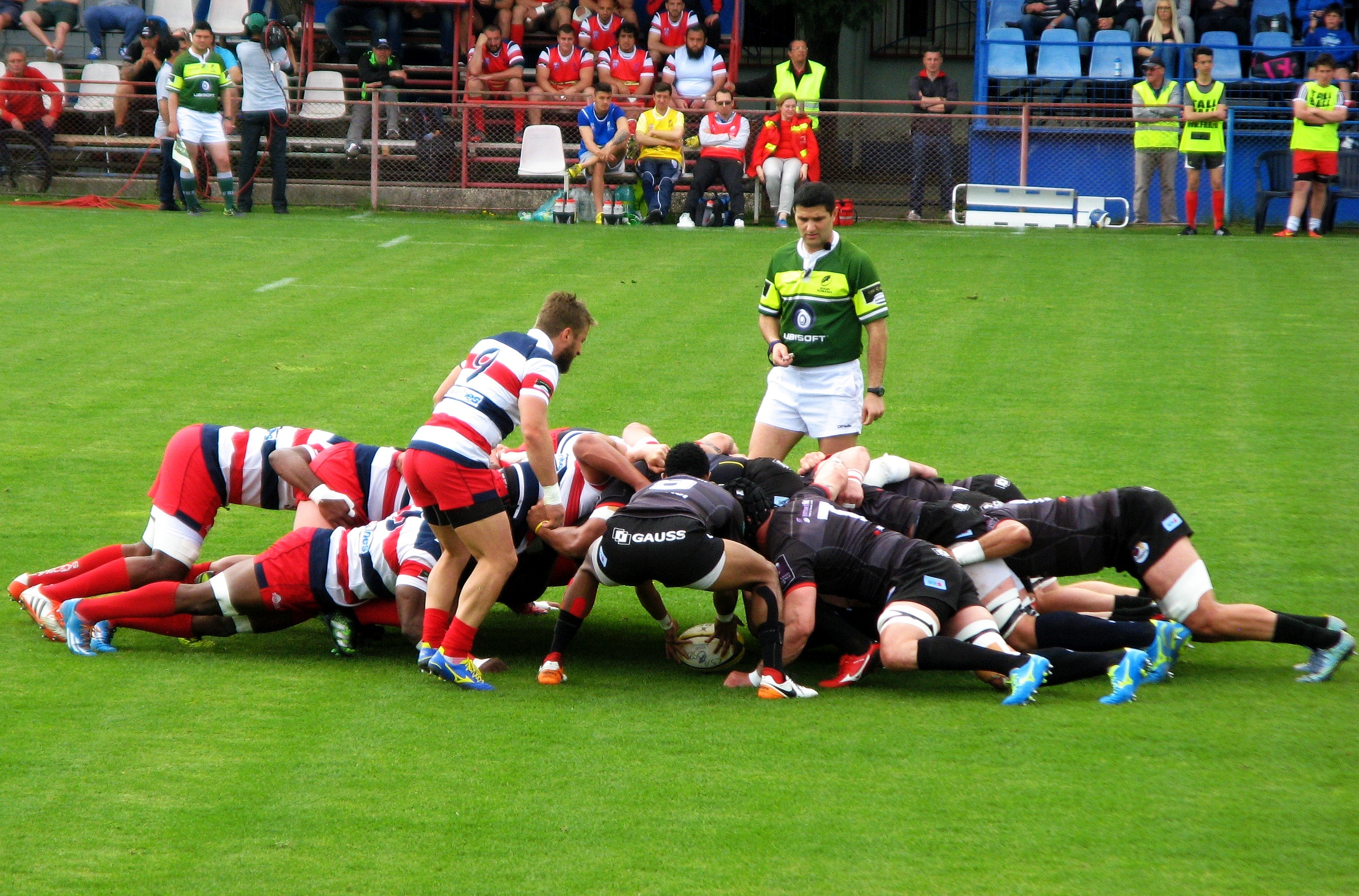
Стяуа - Тимишоара

Сезон 2019/2020

## Достижения
- Чемпионат Румынии по регби
  - Победитель (24): 1949, 1953, 1954, 1961, 1963, 1964, 1971, 1973, 1974, 1977, 1979, 1980, 1981, 1983, 1984, 1985, 1987, 1988, 1989, 1992, 1999, 2003, 2005, 2006.
- Кубок Румынии по регби
  - Победитель (10): 1950, 1952, 1953, 1955, 1956, 1958, 2005, 2006, 2007, 2009.